# Johann Samuel Huber

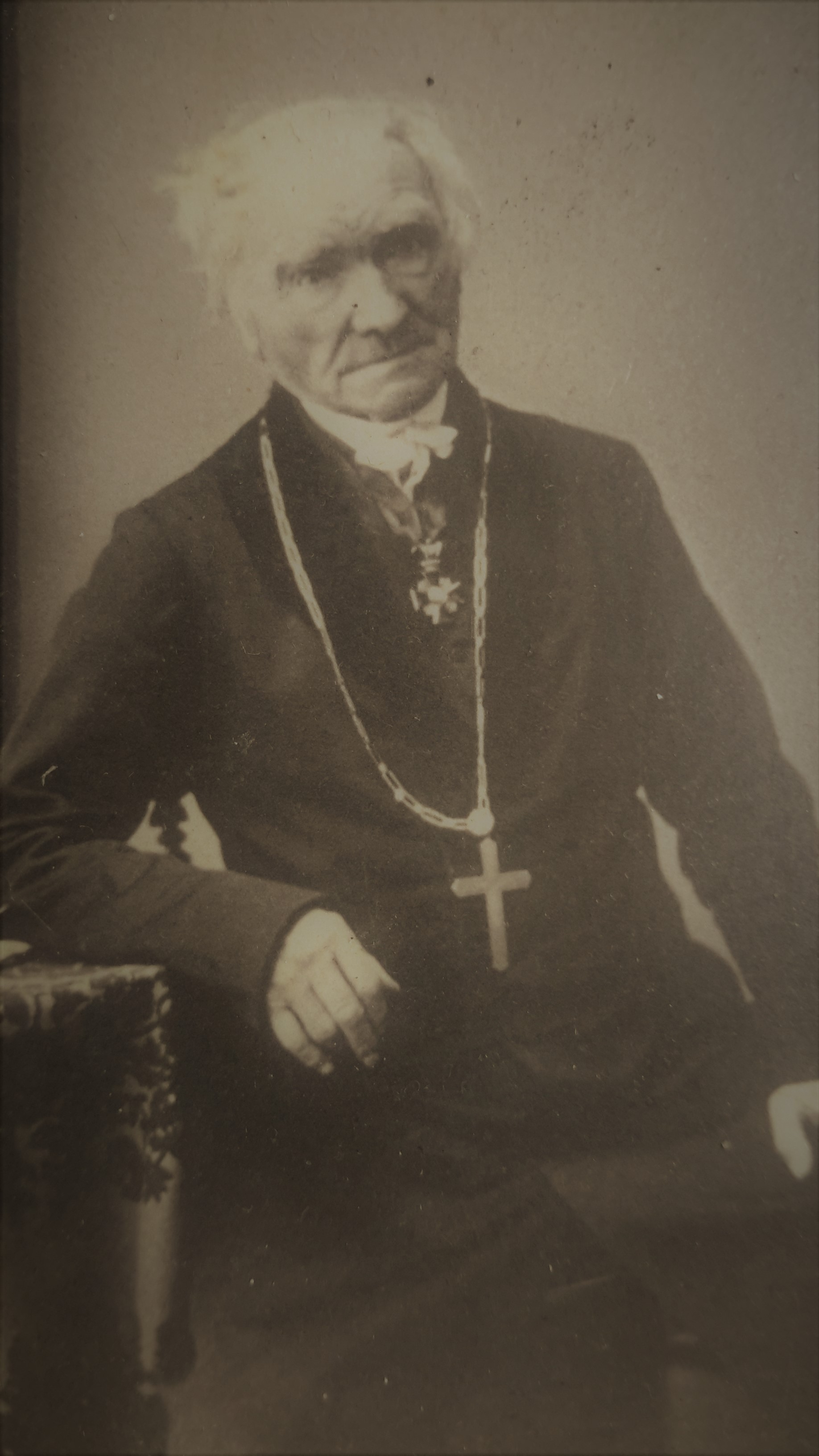
Johann Samuel Huber

Johann Samuel Huber (* 8. Dezember 1778 in Mahlberg als Johann Nepomuk Huber; † 30. Januar 1858 in Moskau) war ein deutscher evangelischer Theologe. Er amtierte von 1834 bis zu seinem Tod als erster Generalsuperintendent des Konsistorialbezirks Moskau der Evangelisch-Lutherischen Kirche in Russland.

## Leben
Huber, der Sohn eines Küfers, sollte einem franziskanischen Orden beitreten, konvertierte aber zum Luthertum und studierte ab 1805 an der Universität Halle Evangelische Theologie. Nachdem er 1807 in Basel ordiniert worden war, wurde er noch im selben Jahr Pastor einer reformierten Gemeinde in der wolgadeutschen Kolonie Katharinenstadt. 1820 wurde er Propst in Messer (Ust-Solicha), ebenfalls im Gebiet der Wolgadeutschen. Von dort wurde er 1823 (dank der Förderung des mit ihm befreundeten Ignaz Aurelius Feßler) zum Konsistorialassessor an das Konsistorium in Saratov berufen. 1833 zum Konsistorialrat befördert, übernahm er im folgenden Jahr als Nachfolger Feßlers die Generalsuperintendentur, deren Sitz nun von Saratov nach Moskau verlegt wurde. Huber war damit zugleich geistlicher Vizepräsident des Moskauer Provizialkonsistoriums, das für das evangelische Kirchenwesen in 18 Gouvernements im östlichen Teil Russlands, darunter die Gebiete an der Wolga, der Kaukasus und Sibirien, zuständig war.

## Familie
Huber heiratete 1808 Johanna Luise Wigand (1788–1868), eine Tochter des Vorstehers der Herrnhuter-Kolonie Sarepta Johann Wigand. Einer seiner Söhne war der Dichter Eduard Huber (auch Guber, 1814–1847). Alexander Andrejewitsch Guber und Boris Andrejewitsch Guber waren seine Urenkel.